# Fort Batenstein
Fort Batenstein fu una fortezza ed avamposto commerciale fondato dagli olandesi sulla Costa d'Oro nel 1656. Esso era situato nei pressi di Butre. Il forte venne ceduto con l'intera Costa d'Oro olandese al Regno Unito nel 1872.
In questo forte fort, il 27 agosto 1656 venne siglato il Trattato di Butre tra gli olandesi e gli Ahanta.

## Il nome
Batenstein significa letteralmente "forte del profitto", che lo storico Albert van Dantzig ha visto come l'evidenza dello humor cinico degli olandesi della Compagnia olandese delle Indie occidentali: il forte di Komenda, sito delle feroci guerre di Komenda con gli inglesi era chiamato Vredenburgh (letteralmente "luogo di pace"), l'insuccesso commerciale dell'insediamento militare presso a Senya Beraku venne nominato Goede Hoop ("Buona Speranza"), ed il forte di Apam, che richiese cinque anni per essere costruito per l'opposizione delle tribù locali, venne chiamato Lijdzaamheid ("Pazienza").

## Storia
Fort Batenstein venne costruito dalla Compagnia olandese delle Indie occidentali non per le promettenti possibilità commerciali dell'area, ma piuttosto per bloccare ogni tentativo di creazione di insediamenti commerciali da parte della Compagnia dell'Africa svedese sulla Costa d'Oro. Il mercante ed avventuriero Hendrik Carloff, che in precedenza aveva lavorato per la compagnia olandese, aveva istituito un punto commerciale a Butre nel 1650, che venne attaccato su istigazione degli olandesi nel 1652. Per essere sicuri che gli svedesi non facessero ritorno sul sito, gli olandesi iniziarono la costruzione di un forte su una collina di guardia alla baia di Butre, che venne completato nel 1656. In quell'occasione, gli olandesi firmarono un trattato con la popolazione locale nel quale i popoli dell'Alto Ahanta e Butre si assoggettavano all'autorità della Compagnia olandese delle Indie occidentali. La formulazione del trattato appariva in strenuo contrasto col precedente trattato di Axim che governava le relazioni tra gli olandesi e la popolazione attorno a Forte Santo Antonio e che impegnava entrambe le parti di reciproci obblighi.
Nel XVIII secolo, presso Fort Batenstein venne costruita una segheria che forniva la lavorazione del legno necessario per la costruzione o la riparazione di navi in loco.
Fort Batenstein fu sempre un forte secondario sino al 1837, quando la guerra olandese-ahanta lo rese il punto fondamentale per gli olandesi lungo la costa. Dopo la guerra, gli olandesi resero Ahanta un protettorato ed il comandante di Fort Batenstein ne divenne vice-governatore, in base proprio ai dettami stabiliti dal trattato di Butre del 1656. Negli anni successivi, gli olandesi tentarono di aprire una miniera d'oro presso Butre, ma non riuscirono a produrre abbastanza oro da definire l'impresa produttiva.
Dopo che gli olandesi ebbero venduto i loro possedimenti sulla Costa d'Oro al Regno Unito nel 1872, la popolazione di Butr protestò per il cambio di potenza dominante e nel 1873 si portò per le strade con la bandiere olandesi e sparando dei colpi di fucile in aria. Nell'ottobre del 1873, Butre venne rasa al suolo dagli inglesi come rappresaglia per un attacco mosso dalla popolazione locale all'avamposto commerciale inglese di Dixcove.

## Galleria d'immagini

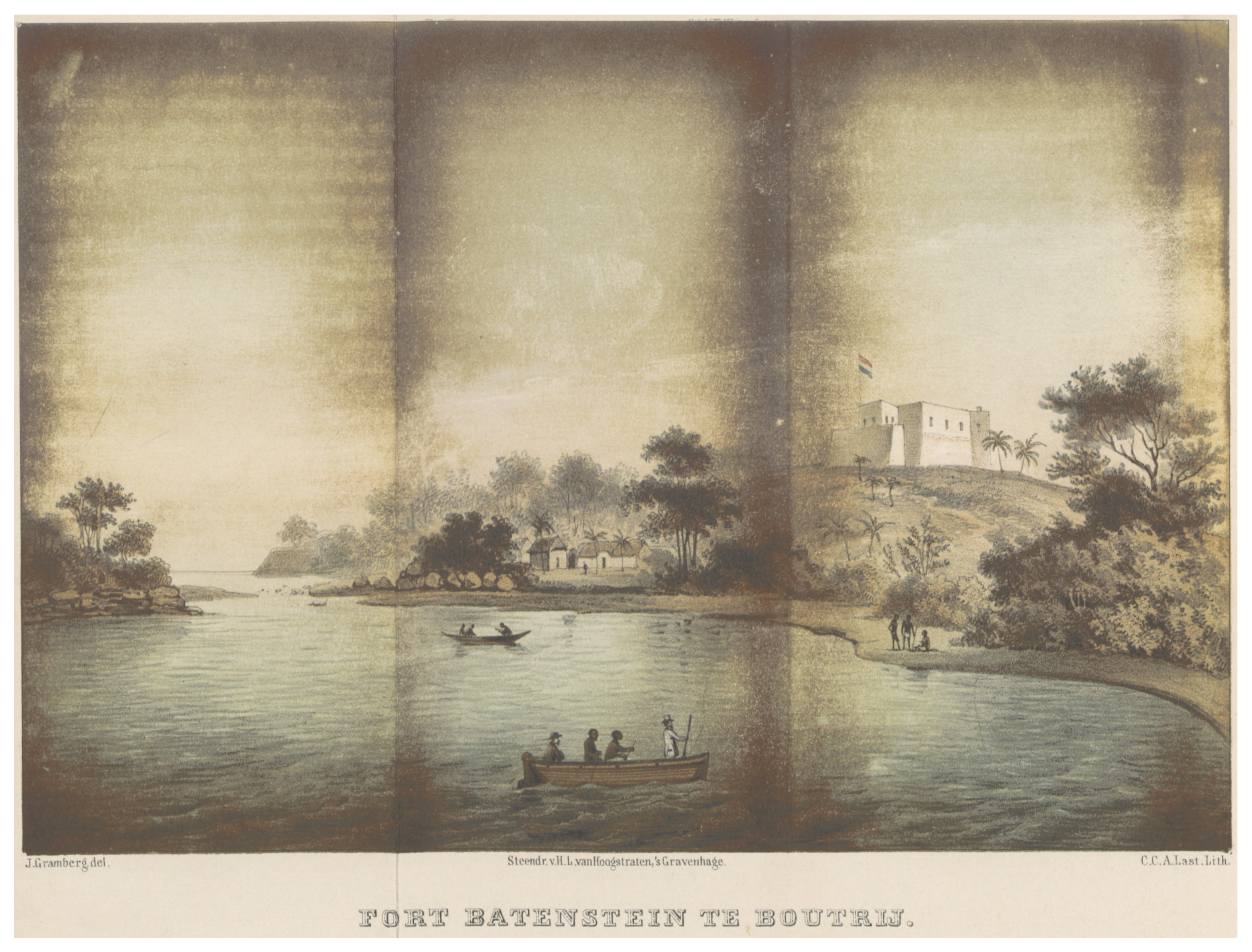
Fort Batenstein (incisione di Gramberg, pubblicata nel 1861)
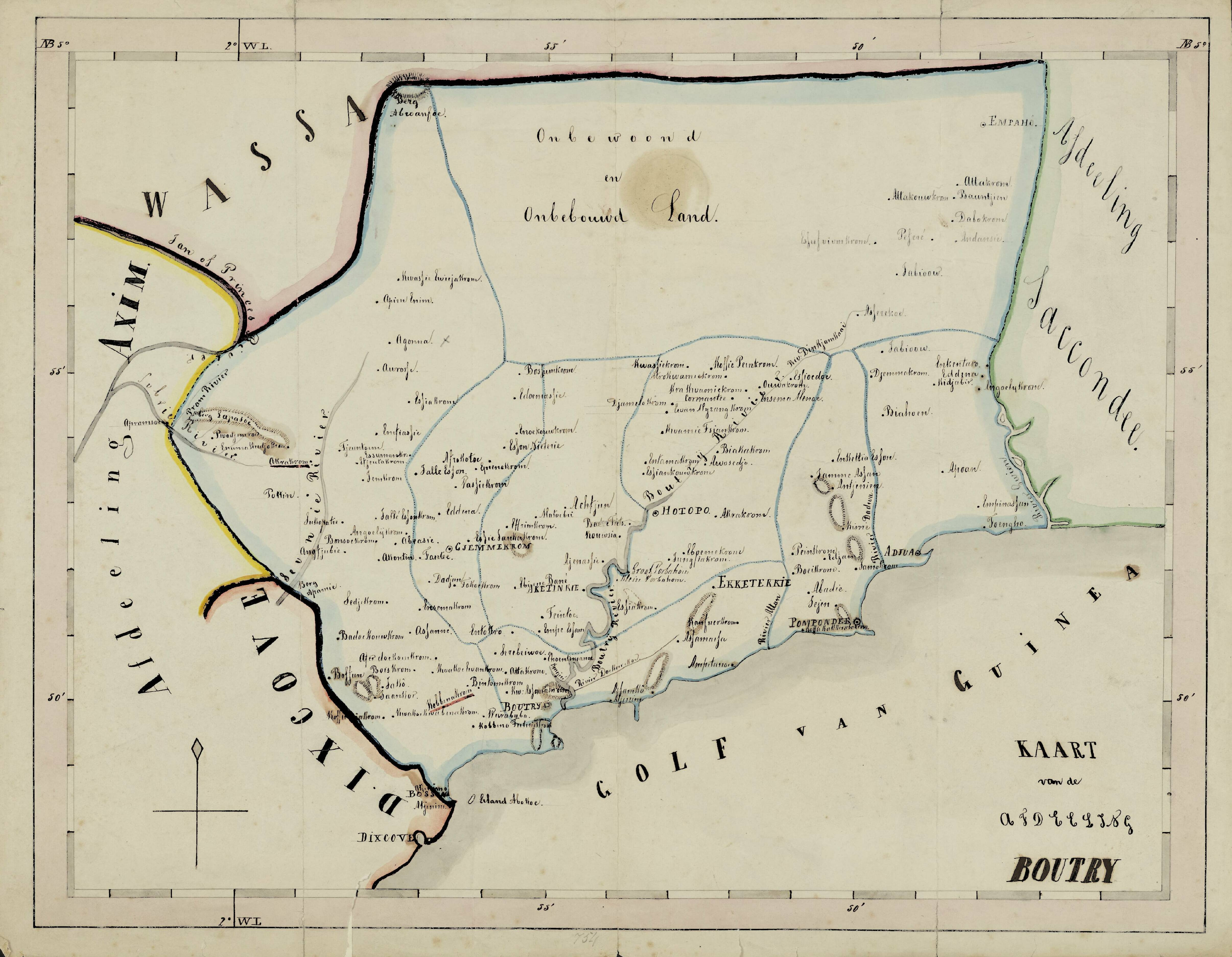
Mappa del Distretto di Butre, disegno del 1859
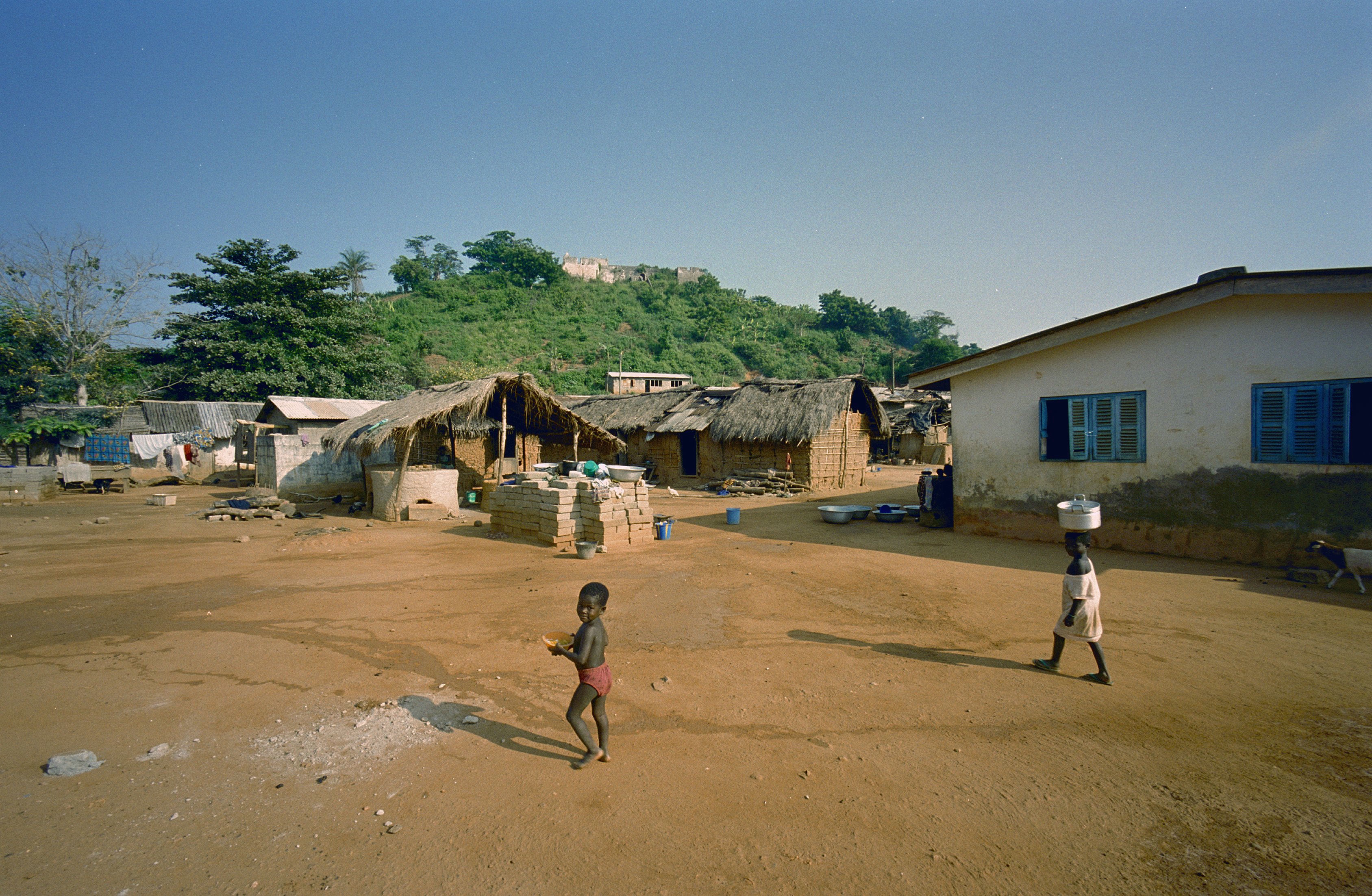
Le rovine di Fort Batenstein oggi
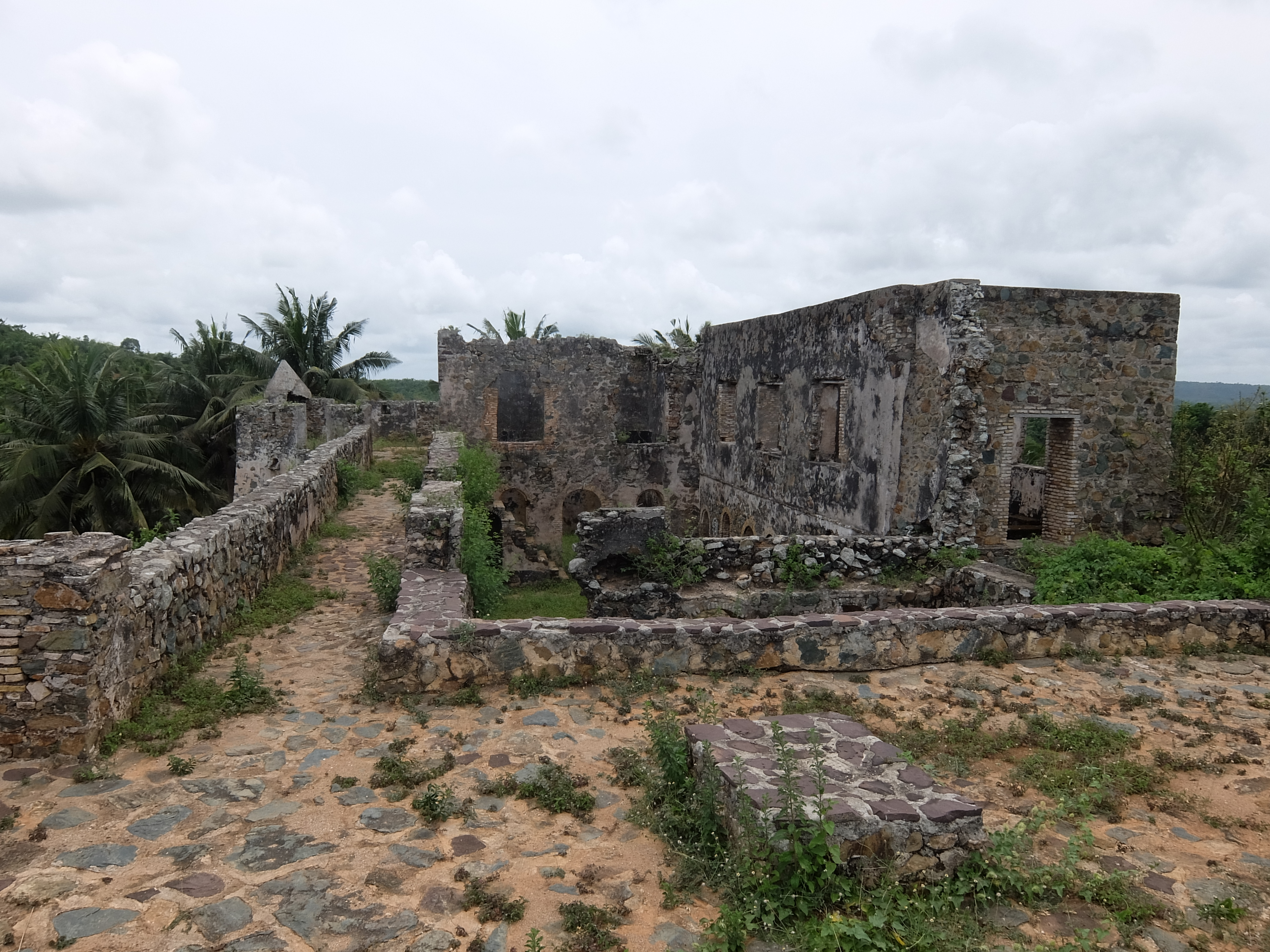
Parte alta di Fort Batenstein
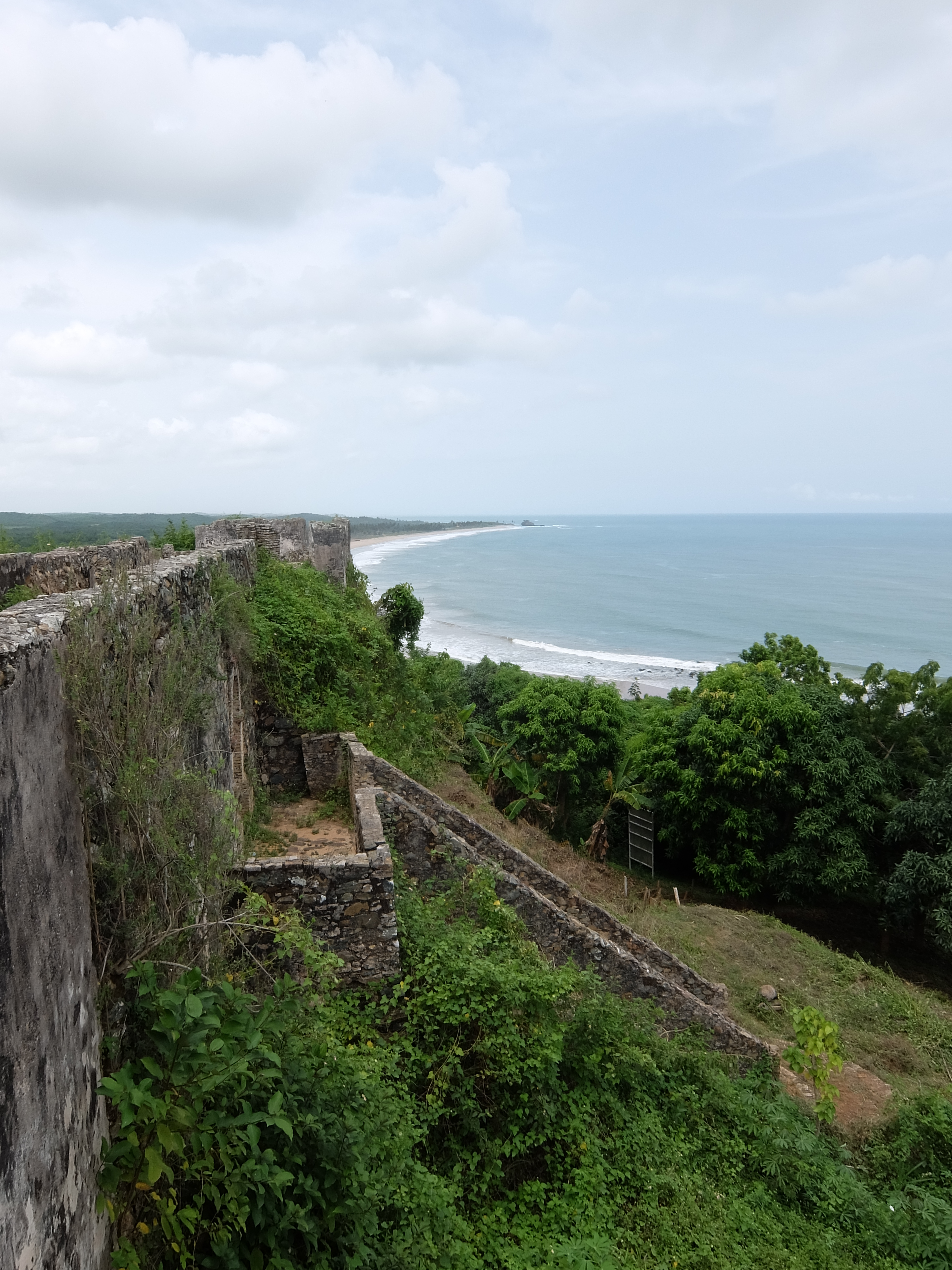
L'entrata a Fort Batenstein